# C19H16O9
化学式C19H16O9，摩尔质量 388.33 g/mol，可能指：
- 隐斑点酸，CAS号：74728-16-8
- 2-甲氧基茶痂衣酸，PubChem CID：100950194
- 9'-甲基原冰岛衣酸，PubChem CID：138756195

|  | 这个同类索引页列出了具有相同分子式的化学物（即同分異構體）条目。 除非您是有意链接至本页，否则应将相应条目的内部链接指向正确的条目。 |